# Kunje (Angola)
Kunje – miasto w Angoli, w prowincji Bié.